# Wulf Gyler
Wulf Gyler, död 1562, var Gustav Vasas sekreterare och senare i livet också en av hans kritiker. 
År 1524 anställdes han genom Berend von Mehlen som Gustav Vasas sekreterare för de tyska ärendena och han blev under tio år kungens mest anlitade och betrodde utrikespolitiska medarbetare och användes i flera viktiga diplomatiska beskickningar. Särskilt var Daljunkerns avrättning att tillskriva Gylers bemödiganden, liksom överenskommelsen med Lübeck 1529 om betalningen av Sveriges skuld till staden. Beträffande de svenska skulderna till Lübeck hade dock Gyler och kungen olika uppfattningar, Gustav misstänkte honom för att konspirera med lybeckarna och detta tvingade honom att 1534 fly från landet.
1534–36 var Gyler i tjänst hos Kristofer av Oldenburg och fick 1538 en god anställning hos Albrekt av Preussen, som redan tidigare tagit sig an hans sak hos Gustav Vasa.
Han bedrev under återstoden av sitt liv en hätsk propaganda mot Gustav Vasa. Han karakteriserade Gustav Vasa som en blodtörstig och hämndgirig tyrann som regelmässigt lät lönnmörda oppositionella och personligen misshandlade sina fogdar och skrivare vid minsta misstanke om korruption och inkompetens.